# Xian de Nanzhao
Pour les articles homonymes, voir Nanzhao (homonymie).
Le xian de Nanzhao (南召县 ; pinyin : Nánzhào Xiàn) est un district administratif de la province du Henan en Chine. Il est placé sous la juridiction de la ville-préfecture de Nanyang.

## Démographie
La population du district était de 600 269 habitants en 1999. En 2020, elle était de 545 475 habitants, le xian de Nanzhao est donc en léger déclin démographique.